# Daltonia apiculata
Daltonia apiculata är en bladmossart som beskrevs av Mitten 1859. Daltonia apiculata ingår i släktet Daltonia och familjen Daltoniaceae. Inga underarter finns listade i Catalogue of Life.